# Alien Swarm
Alien Swarm – strzelanka, wyprodukowana i wydana przez Valve Corporation 19 lipca 2010. Gra jest remake'iem modyfikacji do gry Unreal Tournament 2004 o tym samym tytule.
20 kwietnia 2017 wydano ulepszoną wersję gry pt. Alien Swarm: Reactive Drop. Zawiera ona nowe kampanie, trzy nowe rodzaje broni, możliwość gry w kooperacji do ośmiu graczy oraz możliwość gry z botami.

## Rozgrywka
Alien Swarm ukazuje świat gry w rzucie izometrycznym. W trakcie gry jednocześnie na mapie może pojawić się do czterech graczy, którzy przemieszczając się po poziomie mają za zadanie przedrzeć się przez hordy pojawiających się przeciwników, wykonując przy tym określone zadania. W tym celu możliwe jest użycie 23 rodzajów broni i 17 przedmiotów. Gracze mogą wybierać pomiędzy ośmioma różnymi postaciami należącymi do czterech różnych klas. Są to: oficer, specjalista, medyk i technik.